# Visconde de Francos
Visconde de Francos foi um título nobiliárquico criado por D. Pedro V, rei de Portugal, por Decreto de 30 e junho de 1854, a favor do general Fernando da Fonseca Mesquita e Solla, 1.º e único barão de Francos, Ministro da Guerra. Usaram o título as seguintes pessoas:
- Fernando da Fonseca Mesquita e Solla, 1.º visconde e 1.º barão de Francos
- José Henriques de Castro e Sola, 2.º visconde de Francos
- José Henriques de Castro Pereira e Sola, 3.º visconde de Francos